# Diffractella curvata
Diffractella curvata — вид грибів, що належить до монотипового роду  Diffractella.